# Aire urbaine de Lisieux
L'aire urbaine de Lisieux est une aire urbaine française centrée sur l'unité urbaine de Lisieux. Composée de 45 communes du Calvados, elle comptait 41 694 habitants en 2016.

## Évolution de la composition
- 1999 : 50 communes
- 2010 : 45 communes 
  - Le Breuil-en-Auge, La Croupte, Fierville-les-Parcs, Formentin, Ouilly-du-Houley et Le Torquesne deviennent des communes multipolarisées (-6)
  - Saint-Martin-de-Bienfaite-la-Cressonnière est ajoutée à la couronne (+1)
- 2016 : 37 communes
  - La Chapelle-Yvon, Saint-Cyr-du-Ronceray, Saint-Julien-de-Mailloc, Saint-Pierre-de-Mailloc et Tordouet fusionnent pour former Valorbiquet (-4)
  - Auquainville, Cheffreville-Tonnencourt, Fervaques et Le Mesnil-Germain fusionnent avec 18 autres communes pour former Livarot-Pays-d'Auge, commune nouvelle n'appartenant pas à l'aire urbaine de Lisieux (-4)

## Caractéristiques
D'après la délimitation établie par l'INSEE, l'aire urbaine de Lisieux est composée de 50 communes, toutes situées dans le Calvados. 
Cinq des communes de l'aire urbaine font partie de son pôle urbain, l'unité urbaine (couramment : agglomération) de Lisieux.
Les autres communes, dites « monopolarisées », sont toutes des communes rurales.
En 1999, ses 45 065 habitants faisaient d'elle la 147e des 354 aires urbaines françaises.
L’aire urbaine de Lisieux appartient à l’espace urbain de Paris.
Le tableau suivant indique l’importance de l’aire dans le département (les pourcentages s'entendent en proportion du département) :
| Département | Communes | Communes (%) | Superficie (km2) | Superficie (%) | Population (1999) | Population (%) |
| ----------- | -------- | ------------ | ---------------- | -------------- | ----------------- | -------------- |
| Calvados    | 50       | 7,1          | 418,4            | 7,5            | 45 065            | 7              |

En 2006, la population s’élevait à 47 198 habitants.